# 宁江县
宁江县（越南语：／）是越南海阳省下辖的一个县。

## 地理
宁江县东北接四岐县；西北接嘉禄县；西接青沔县；南接太平省琼附县。

## 历史
2019年10月16日，鸿泰社并入鸿喻社，宁城社并入新香社，兴泰社并入兴隆社，文江社并入文会社，宁和社和决胜社并入应槐社，黄亨社和光兴社并入新光社。
2024年10月24日，越南国会常务委员会通过决议，自2024年12月1日起，同心社并入宁江市镇，鸿福社和建国社合并为建福社，万福社和鸿德社合并为德福社，东川社和宁海社合并为平川社。

## 行政区划
宁江县下辖1市镇15社，县莅宁江市镇。
- 宁江市镇（Thị trấn Ninh Giang）
- 安德社（Xã An Đức）
- 平川社（Xã Bình Xuyên）
- 德福社（Xã Đức Phúc）
- 协力社（Xã Hiệp Lực）
- 鸿喻社（Xã Hồng Dụ）
- 鸿丰社（Xã Hồng Phong）
- 兴隆社（Xã Hưng Long）
- 建福社（Xã Kiến Phúc）
- 义安社（Xã Nghĩa An）
- 新香社（Xã Tân Hương）
- 新丰社（Xã Tân Phong）
- 新光社（Xã Tân Quang）
- 应槐社（Xã Ứng Hòe）
- 文会社（Xã Văn Hội）
- 永和社（Xã Vĩnh Hòa）